# 1218 Aster
1218 Aster este un asteroid din centura principală, descoperit pe 29 ianuarie 1932 de Karl Reinmuth.